# Singles 1-12
Pour les articles homonymes, voir Singles.
Albums de Divers
Honky
(1997) Alive at the F*cker Club
(1998)
Singles 1-12 est une compilation des Melvins sortie en 1997 chez Amphetamine Reptile Records. En 1996, les Melvins avait sorti chaque mois un single en vinyle sur ce même label, chaque copie étant limitée à 800 exemplaires. Cette compilation de 1997 compile tous les titres de ces singles.

## Pistes

### Disque 1
1. Lexicon Devil (The Germs) – 1:42
2. Pigtro – 3:54
3. In The Rain – 1:30
4. Spread Eagle – 4:18
5. Leech (Arm/Steve Turner) – 3:09
6. Queen – 3:13
7. Way Of The World (Flipper) – 3:58
8. Theme (Clown Alley) – 3:19
9. It's Shoved – 3:16
10. Forgotten Principles – 1:09
11. GGIIBBYY – 3:09
12. Theresa Screams – 4:13

### Disque 2
1. Poison (Kramer) – 3:33
2. Double Troubled – 5:15
3. Specimen – 6:45
4. All At Once – 3:28
5. Jacksonville – 7:36
6. Dallas – 6:14
7. The Bloat – 3:15
8. Fast Forward – 4:03
9. Nasty Dogs & Funky Kings (Beard/Gibbons/Hill) – 2:34
10. HDYF – 6:28
11. How-++-Harry Lauders Walking Stick Tree – 3:29
12. Zodiac (joué par Brutal Truth) – 3:36

## Personnel
- The Melvins:
  - Buzz Osborne - Guitare, chant
  - Dale Crover - Batterie
  - Mark Deutrom - basse
  - Lori Black - Basse sur "Way Of The World" et "Theme"
  - Matt Lukin - Basse sur "Forgotten Principles"
  - Mike Dillard - Batterie sur "Forgotten Principles"
- Brutal Truth:
  - Rich Hoak - Batterie sur "Zodiac"
  - Dan Lilker -basse sur "Zodiac"
  - Brent McCarty - guitare sur "Zodiac"
  - Kevin Sharp - vocals on "Zodiac"

## Sources
- (en) Cet article est partiellement ou en totalité issu de l’article de Wikipédia en anglais intitulé « Singles 1–12 » (voir la liste des auteurs).